# Napometa trifididens
Espèce
Synonymes
- Linyphia trifididens O. Pickard-Cambridge, 1873

Napometa trifididens est une espèce d'araignées aranéomorphes de la famille des Linyphiidae.

## Distribution
Cette espèce est endémique de l'île de Sainte-Hélène.

## Description
Le mâle décrit par Hormiga en 1998 mesure 4,85 mm.

## Publication originale
- O. Pickard-Cambridge, 1873 : On the spiders of St Helena. Proceedings of the Zoological Society of London, vol. 1873, p. 210-227 (texte intégral).